# Le Grand Manège
Le Grand Manège est un duo de musiciens et chanteurs québécois, composé de Joanne Buisson et de Gino Fillion. 
En 1991 le groupe fut le gagnant du concours L'Empire des futures stars . 
Il enregistra en 1992 l'album L'Enfant né de la Guerre.
Le groupe se produisit en plus de 1000 concerts en huit ans
.  Ils obtiennent leur plus grand succès sur les palmarès au Québec et en France avec la chanson Longue distance.
Il se sépara en 1998 : Gino Fillion, revenu à la foi catholique, poursuivit sa carrière en exprimant sa recherche spirituelle , tandis que Joanne Buisson s'investit entre autres dans les productions de "RESPIRE".

## Discographie
- 1992 L'Enfant né de la Guerre